# Пасош Либерије
Пасош Либерије је јавна путна исправа која се држављанину Либерије издаје за путовање и боравак у иностранству, као и за повратак у земљу.
За време боравка у иностранству, путна исправа служи њеном имаоцу за доказивање идентитета и као доказ о држављанству Либерије. 
Пасош се издаје за неограничен број путовања.
Грађанима Либерије је потребна виза за улазак у Републику Србију и у многе државе света.

## Језици
Пасош је исписан француским и енглеским језиком као и личне информације носиоца.

### Страница са идентификационим подацима
- Тип ('' за пасош)
- Код државе
- Серијски број пасоша
- Презиме и име носиоца пасоша
- Држављанство
- Датум рођења (ДД. ММ. ГГГГ)
- Пол ( за мушкарце или Ž / F за жене)
- Место и држава рођења
- Пребивалиште
- Издат од (назив полицијске управе која је издала документ)
- Датум издавања (ДД. ММ. ГГГГ)
- Датум истека (ДД. ММ. ГГГГ)
- Потпис и фотографију носиоца пасоша

## Приступ без визе или без визе по доласку
Либерија је чланица Економске заједнице западноафричких држава (ЕКОВАС), тако да грађани Либерије имају приступ без виза у осталих 14 држава чланица:
- Бенин
- Буркина Фасо (суспендовано 28. јануара 2022.)
- Зеленортска Острва
- Гамбија
- Гана
- Гвинеја (суспендовано 8. септембра 2021.)
- Гвинеја Бисао
- Обала Слоноваче
- Мали (суспендовано 30. маја 2021.)
- Нигер
- Нигерија
- Сенегал
- Сијера Леоне
- Того

Поред горе наведене листе, либеријски пасош омогућава безвизни приступ у 11 других земаља и приступ визе по доласку у 34 земље.

### Процес пријаве за ЕКОВАС пасош
Не постоји ентитет који издаје ЕКОВАС пасоше, јер га издаје орган сваке државе чланице за издавање пасоша. Либерија пружа услуге онлајн пријављивања. Документи потребни за ЕКОВАС пријаву:
- Фотографије за пасош (4*4цм на белој позадини, могу се направити од селфија уз помоћ онлајн сервиса као што су Visafoto, 7id, итд.)
- Доказ о старости, као што је извод из матичне књиге рођених или законска изјава о старости;
- Писмо од послодавца (да сте запослени);
- Писмо о држављанству од локалне власти подносиоца захтева;
- Писмо у којем се наводи статус студента или приправника (ако је примењиво) од просветне власти;
- Било који други документарни доказ о држављанству.

## Типови пасоша
Република Либерија издаје три главна пасоша својим грађанима:
- Обични пасош. Обични пасош се издаје свим грађанима. Овај пасош је тамнозелене боје. На првој страници је амблем ЕКОВАС-а, а на последњој страни је амблем Либерије. Обичан пасош важи 5 година.
- Дипломатски пасош се издаје либеријским дипломатама акредитованим у иностранству и њиховим издржаваним лицима. Овај пасош је црвене боје. Издаје се на 5 година.
- Службени пасош се издаје државним службеницима у државним институцијама који морају путовати из службених разлога. Овај пасош има тамноцрвену корицу и издаје се на 5 година.[1]